# Òrrius
Òrrius est une commune de la province de Barcelone, en Catalogne, en Espagne, de la comarque de Maresme. C'est un village de l'intérieur, situé entre les communes de Cabrils, Vilassar de Dalt, Argentona et la comarque du Vallès Oriental. Il se trouve à neuf kilomètres à vol d'oiseau au nord-ouest de Mataró, capitale de la comarque.

## Histoire
Les premiers vestiges anthropologiques trouvés sur le territoire de la commune d'Òrrius datent du IIIe millénaire av. J.-C. On y a découvert des outils néolithiques (haches, pointes de flèches...). C'est à cette période que remontent également le menhir de Can Camat et le dolmen de Ca la Mort.
On a trouvé à la font dels Castanyers (source des châtaigniers) divers objets datant d'environ 2000 av. J.C., dont notamment un verre semi-sphérique en terre cuite. Ont par ailleurs été découvertes au lieu-dit Céllecs les ruines d'un village ibérique remontant à environ 1500 av. J.C., abandonné dans la seconde moitié du IIe siècle.
La première mention du village date de 974 ; elle figure dans un document qui fait référence à une villa appelée Orreos, toponyme d'origine latine qui désignerait un lieu où se seraient trouvées des granges. On se référera aussi aux documents datés d'entre 1013 et 1016 mentionnant les possessions de Bernat de Sant Vicenç situées près de la paroisse.
Les premiers édifices documentés sur le territoire actuel de la commune sont les chapelles Sant Andreu, d'époque préromane (Xe siècle), où ont été repris différents fragments de constructions ou de soubassements de l'époque romaine tardive, et la chapelle Sant Bartomeu, de style roman, construite au XIe siècle à un emplacement considéré comme un ancien lieu de culte préhistorique.
Pendant le XIIIe siècle, le roi Jacques Ier d'Aragon concéda aux habitants du village le droit de ne pas être vendus, pas plus que leurs franchises. Mais cela fut vite oublié, ce qui entraîna toute une série de conflits avec les seigneurs féodaux de la région. Ce problème ne fut résolu que lorsque le monarque Ferdinand Ier d'Aragon reconnut ces droits en 1415.

## Édifices et points d'intérêt

### Église Sant Andreu (XVIesiècle)
C'est l'église actuelle du village. Elle a été construite en 1576 par Joan Salvador, natif de Mataró. Elle se trouve sur l'emplacement d'une ancienne église préromane, déjà connue en 1023.

### Sant Bartomeu de Cabanyes(ca)
C'est une église romane, parmi les plus anciennes de la région. La chapelle est déjà mentionnée en 1191 et se trouve en un endroit stratégique sur un chemin reliant les comarques actuelles du Vallès Oriental et du Maresme.

### Le Bois magique
Le nom de bosc màgic d’Òrrius est dû à ses statues étranges, sculptées au début de la deuxième moitié du siècle passé. Ces trois statues, d'auteur inconnu, représentent un éléphant, un indien et un moaï. Une forêt épaisse les sépare, où l'on peut se perdre sur différents chemins qui mènent à des vestiges préhistoriques, dont un tumulus. Le long du parcours de 12 kilomètres, qui ne comporte aucune difficulté, on remarquera une petite grotte sculptée sur le versant de la montagne. À l'intérieur de cette grotte, des rituels de sorcellerie auraient été pratiqués, car on y a trouvé des restes de viscères animaux. C’est dans ce bois que se cachait le bandit Perot Rocaguinarda (ca). Selon la légende, ce malfaiteur, qui attaquait les diligences qui traversaient le bois, taillait, disait-on, une croix pour chaque victime qu'il assaillait au rocher des Croix (Roca de les Creus). Son souvenir est immortalisé dans Don Quichotte, où il porte le nom de Roque Guinart. Plus loin sur le chemin surgit un autre gros rocher à l'arrière duquel se cache une grande peinture rupestre. À la fin du circuit, on tombe sur les trois statues précédemment mentionnées. 

### Prieuré deSant Pere de Clarà(ca)
Il s'agit d'un prieuré bénédictin tout proche du village d’Argentona. Il est classé à l'Inventaire du patrimoine architectural de Catalogne.

### Masia deCan Cunill(ca)
C'est un mas du XVIIe siècle, d'architecture baroque, bien que l'original devrait être plus ancien. Autrefois ferme d'usage agricole, c'est aujourd’hui une maison d'habitation. Elle comporte un édifice principal à trois niveaux et un deuxième bâtiment à deux niveaux avec galerie. La façade, restaurée, comporte plusieurs balcons et des encadrements de pierre.

### Can Femades
Le mas de Can Femades est mentionné dans un document du XIIIe siècle, où figure le nom de Guillem Femades (1266). Il appartint aux Femades jusqu'au XVIe siècle ; c'est alors qu'un mariage les allia à la famille Riudemeia. Le bâtiment a été restauré, mais le portail en plein cintre avec ses larges voussoirs, surmonté d’une fenêtre de style gothique, a été préservé.

### Village ibérique de Turó de Céllecs
Il se trouve dans le parc de la Cordillera Litoral, situé au sommet du Turó de Céllecs, d'où il tire son nom. D'une superficie d'environ 4 ha, le site archéologique abrite des vestiges datant de la fin de l'âge du bronze. Il aurait été occupé du VIIe au IIe siècle av. J.-C., puis abandonné avec l'arrivée des Romains et les guerres contre les Carthaginois.

## Démographie
Voir tableau détaillé dans l'article catalan.
Au recensement de 2024, la population de la commune était de 805 habitants. On y compte peu de naissances et de décès. En 2020, seulement 6 naissances et un seul décès ont été enregistrés. Depuis 2020, la population a presque doublé.

## Économie
L'économie d'Òrrius reposait traditionnellement sur l'agriculture, et tout particulièrement sur les cultures en sol aride. Avec le temps, la proximité de l’agglomération de Mataró fit que cette tradition fut progressivement abandonnée, le village devenant peu à peu un lieu de résidence pour une population travaillant ailleurs, notamment à partir de 1970. Dès 2009, il n’y a pratiquement plus de terres consacrées à  l'agriculture et seulement une propriété qui pratique l’élevage.
Le village ne compte aucun établissement touristique.
Pour ce qui est des activités industrielles, on ne retiendra que l’exploitation d’une petite carrière de granit.

## Fêtes et traditions
Le marché hebdomadaire se tient le samedi.
- Fête de mai : plantation d’un peuplier le deuxième samedi de mai sur la plaça de la Constitució. Autrefois, on coupait un arbre de grandes dimensions que les habitants transportaient sur la place, où ils le replantaient et le taillaient.
- Grande fête de Sant Abdó et Sant Senén, en l’honneur des saints patrons. C’est la grande fête du village, elle se célèbre le dernier week-end de juillet.
- Fête locale d'hiver: le 30 novembre, on célèbre la Saint-André, où l’on déguste les petits gâteaux typiques en forme de poissons.
- Crèche vivante d'Òrrius, animée avant Noël par des volontaires du village de tous âges. On y évoque l’atmosphère qu’il pouvait y avoir à l’époque de la naissance de Jésus de Nazareth.

## Climat
Le climat d'Òrrius est de type méditerranéen. Les précipitations maximales ont lieu en automne, alors que l’été est la période la plus sèche de l’année. Quant aux températures, elles sont modérées toute l’année. Elles varient entre  3 °C et 18 °C pour les minimales et entre 12 °C et 29 °C pour les maximales. Les mois les plus froids sont ceux de décembre, janvier et février, les plus chauds sont juillet et août.